# Jennifer Siemann
Jennifer Siemann (* 21. Oktober 1990 in Berlin) ist eine deutsche Sängerin, Schauspielerin und Tänzerin.

## Leben
Jennifer Siemann wuchs zusammen mit einer Schwester in Berlin-Spandau auf. Ihre Familie gehört zu den Zeugen Jehovas, sie selbst ist aus der Gemeinschaft ausgestiegen.
Bereits in frühen Jahren stand sie als Sängerin auf der Bühne. Nach dem Schulabschluss absolvierte sie zunächst eine kaufmännische Ausbildung.
Ihre Ausbildung erhielt sie an der Hochschule für Musik und Theater „Felix Mendelssohn Bartholdy“ Leipzig. 2012 machte sie ihr Diplom zur Schauspielerin und Pop-Jazzsängerin.
2012 war sie bei der deutschsprachigen Uraufführung von PlayMe – The Musical Game in der Oper in Chemnitz zu sehen, ab Februar 2013 gehörte sie zur Premieren-Besetzung der deutschen Erstaufführung von Natürlich Blond im Wiener Ronacher. Es folgte ein Engagement bei Hinterm Horizont – Das Musical von Udo Lindenberg in Berlin. Im Jahr 2015 gehörte sie zur Neuinszenierung des Musicals Mozart am Raimundtheater Wien. Im selben Jahr gründete sie ihre Band unter dem Namen Frau Siemann in Wien, mit der sie im Dezember 2015 ihre erste Single Hilfe herausbrachte.
Bekannt wurde sie durch die Rollen der Charlie und Cover von Lisi in dem Stage-Musical Fack ju Göhte – Das Musical, welches von Januar bis September 2018 im Werk 7 in München aufgeführt wurde.
Von Juli 2019 bis März 2021 spielte Siemann in der ARD-Telenovela Sturm der Liebe die Rolle der Lucy Ehrlinger.
Im September 2022 veröffentlichte sie ihre Debütsingle Zurück zu mir. Im Oktober 2022 spielte Siemann in dem kurzlebigen Ralph-Siegel-Musical ’N bisschen Frieden die Hauptrolle der Nina Bauer am Theater am Marientor in Duisburg.
Mit dem von Miriam Winterfeld komponierten Song The Sound of the Universe bewarb sich Siemann am deutschen Vorentscheid zum Eurovision Song Contest 2023, wurden jedoch nicht berücksichtigt.
Siemann lebt in München.

## Musical und Bühne
- 2008: Trouble in Tahiti (Tempodrom, Berlin) – als Kind
- 2008/09: Cabaret (Musikalische Komödie, Leipzig) – als Two Ladies
- 2009: City of Angels (Musikalische Komödie, Leipzig) – als Gina
- 2010: Sommernachtstraum (Schloss Ortenburg) – als Hermia
- 2011: Blaubart (Heilig-Kreuz-Kirche, Berlin) – als Lobelia
- 2012: Sommernachtstraum (Magdeburg) – als Hermia
- 2012: Cabaret (Staatsoperette Dresden) – als Two Ladies und Kitkat girl 1
- 2012: „PlayMe – The Musical Game“ (Oper, Chemnitz) – als Tahiti und Stella
- 2013: Natürlich Blond (Ronacher, Wien) – als Kate / Chutney und 1.Cover Margot[9]
- 2013: Liebe stirbt nie – konzertante Fassung (Ronacher, Wien) – als Ensemble
- 2014: Hinterm Horizont (Theater am Potsdamer Platz, Berlin) – als Cover Jessy / Mareike und Swing
- 2015: Mozart – Das Musical (Raimund, Wien) – als Ensemble und 1.Cover Constanze Weber
- 2015: Messiah Rocks (Raimund, Wien)
- 2016: Cindy Reller (Schmidt Theater, Hamburg) – als Cindy / Blondie
- 2018: Fack ju Göhte – Das Musical (Stage Entertainment  – Werk 7, München) – als Charlie / Lisi Cover
- 2022: N bisschen Frieden (Theater am Marientor, Duisburg) – als Nina Bauer (5 Vorstellungen)
- 2023: Ein bisschen Frieden: Summer of Love (Festspielhaus Neuschwanstein, Füssen)  – als Nina Bauer
- 2023: Hair (Saarländisches Staatstheater)  – als Sheila

## Filmografie
- 2013: 4 Shorts (Fernsehserie, 3 Folgen)
- 2014: In Gefahr – Ein verhängnisvoller Moment (Fernsehserie, 1 Folge)
- 2017: Der Lehrer (Fernsehserie, 1 Folge)
- 2017: Intrusion (Kurzfilm)
- 2017: Die Klartraum-Methode (Kurzfilm)
- 2019–2021: Sturm der Liebe (Telenovela)
- 2023: Der Bergdoktor (Fernsehserie, 1 Folge)
- 2023: Three on a Match (Kurzfilm)

## Diskografie
- 2021: Fly Me to the Moon zusammen mit Peter Lewys Preston
- 2022: Zurück zu mir
- 2022: The Sound of the Universe
- 2024: Löwin
- 2024: Wir sind Engel
- 2025: Feiertag